# Kościół św. Marii Magdaleny w Łopatkach
Kościół świętej Marii Magdaleny w Łopatkach – rzymskokatolicki kościół parafialny należący do parafii pod tym samym wezwaniem (dekanat Wąbrzeźno diecezji toruńskiej).
Jest to świątynia wzniesiona w stylu gotyckim w I ćwierci XIV wieku przez Krzyżaków. Zniszczona została podczas wojen szwedzkich, od połowy XVIII wieku popadała w ruinę. Odbudowana została w latach 1865-1867. W tym czasie zostały podwyższone ściany korpusu.
Podczas II wojny światowej w świątyni niebyły odprawiane nabożeństwa. Po 1939 roku kościół został zniszczony: zdewastowane zostały: dach i ściany wewnętrzne, skradzione zostały dzwony, sprzęty, naczynia liturgiczne i dokumenty z archiwum parafialnego, uszkodzone zostały: tabernakulum i płyta ołtarza.
Ołtarz główny, ufundowany przez Józefa Petika znajduje się w świątyni od lat trzydziestych XX wieku. Zachowały się również inne elementy wyposażenia: ołtarz św. Andrzeja Boboli z połowy XVII stulecia (zapewne wcześniej pełnił rolę ołtarza głównego), krucyfiksy, obrazy ukazujące Apostołów i naczynia liturgiczne z XIX wieku, a także krucyfiks ołtarzowy z początku XX wieku. Późnobarokowy prospekt organowy powstał w połowie XVIII wieku. W 1909 roku instrument został przebudowany.
Budowla jest orientowana, wzniesiona z cegły, zbudowana na kamiennym cokole. Korpus świątyni jest jednonawowy, prostokątny z dobudowaną od strony zachodniej czterokondygnacyjną wieżą na rzucie kwadratu. Od strony południowej jest dostawiona kaplica (Poprzednio pełniła rolę kruchty). Prezbiterium kościoła jest dwuprzęsłowe, zamknięte trójbocznie. Otwory okienne i drzwiowe są zakończone ostrołukowo. Ściany i kondygnacje wieży są rozczłonkowane wysokimi, ostrołukowymi blendami. W dolnej kondygnacji wieży zachował się profilowany portal. Korpus, prezbiterium, zakrystia i kruchta są nakryte oddzielnymi dachami dwuspadowymi, natomiast wieżę nakrywa dach namiotowy.